# 蒿子秆
蒿子秆（学名：Glebionis carinata）为菊科茼蒿属下的一个种。农田栽培，是常见的蔬菜。吉林有野生。
蒿子杆熟食有补脾胃，助消化的作用。